# Moussa Diaby
Moussa Diaby (Paris, 7 de julho de 1999) é um futebolista francês que atua como ponta-esquerda. Atualmente defende o Al-Ittihad. Possui ascendência malinesa.

## Carreira
Embora tivesse assinado o primeiro contrato profissional com o PSG em setembro de 2017 e integrado ao elenco principal, Diaby fez sua estreia profissional no Crotone, que o contratou por empréstimo, em abril do ano seguinte, contra o Genoa, substituindo Marcello Trotta aos 39 minutos do segundo tempo. Ainda jogou uma segunda partida (desta vez, contra a Juventus) pelo clube da Calábria, que terminaria sendo rebaixado para a segunda divisão do Campeonato Italiano, antes de voltar ao PSG no mesmo ano.
Seu primeiro jogo oficial como jogador do PSG foi em setembro de 2018, substituindo Lassana Diarra aos 41 minutos do segundo tempo, quando o clube da capital francesa vencia o Saint-Étienne por 4 a 0 - o ponta-esquerda balançou as redes pela primeira vez como profissional nesta partida.

### Bayer Leverkusen
No dia 14 de junho de 2019, foi confirmado como novo reforço do Bayer Leverkusen, custando 15 milhões de euros, algo de torno de R$ 65 milhões pago pelo clube alemão.

### Aston Villa
Em 22 de julho de 2023, Diaby ingressou no  Aston Villa, clube da Premier League, por um valor não revelada, rejeitando uma transferência para a Saudi Pro League, que foi considerada um recorde do clube de £ 51,9 milhões, reunindo-se com o ex-técnico do PSG, Unai Emery.

### Al-Ittihad
Em 24 de julho de 2024, depois de apenas uma temporada na Inglaterra, Diaby mudou-se para o Al-Ittihad, clube da Saudi Pro League, em um acordo supostamente avaliado em cerca de € 60 milhões.

## Seleção Francesa
Desde 2016, Diaby tem passagem pelas equipes de base da França, desde a categoria Sub-18.

## Títulos
Paris Saint-Germain
- Supercopa da França: 2018
- Ligue 1: 2018–19

Al-Ittihad
- Campeonato Saudita: 2024–25[10]
- Copa do Rei: 2024–25[11]

Seleção Francesa
- Liga das Nações da UEFA: 2020-21

### Prêmios individuais
- Equipe do torneio do Campeonato Europeu Sub-19 de 2018[12]